# Gobierno de Carlos Lleras Restrepo
El gobierno de Carlos Lleras Restrepo inició el 7 de agosto de 1966 y finalizó el 7 de agosto de 1970, su predecesor fue el gobierno de Guillermo León Valencia y su sucesor fue el gobierno de Misael Pastrana.Durante el período del Frente Nacional, resultó elegido Presidente de la República para el período del 7 de agosto de 1966 al 7 de agosto de 1970.

## Gabinete ministerial

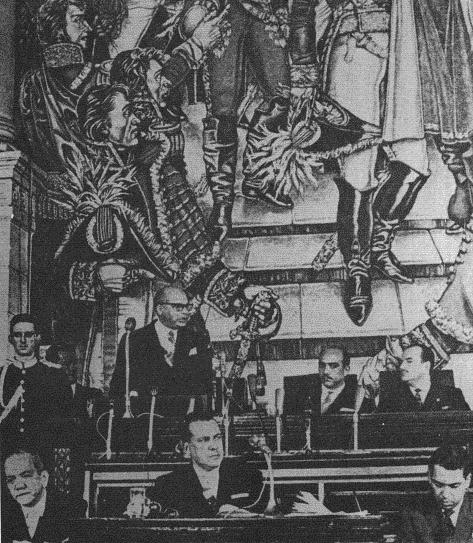
Lleras asumiendo la presidencia, 7 de agosto de 1966

| Ministerio                             | Imagen | Nombre                     | Partido             | Período   |
| -------------------------------------- | ------ | -------------------------- | ------------------- | --------- |
| Ministro de Gobierno                   |        | Misael Pastrana Borrero    | Partido Conservador | 1966-1968 |
| Ministro de Gobierno                   |        | Carlos Augusto Noriega     | Partido Conservador | 1968-1970 |
| Ministro de Hacienda y Crédito Público |        | Abdón Espinosa Valderrama  | Partido Liberal     | 1966-1970 |
| Ministerio de Relaciones Exteriores    |        | Germán Zea Hernández       | Partido Liberal     | 1966-1968 |
| Ministerio de Relaciones Exteriores    |        | Alfonso López Michelsen    | Partido Liberal     | 1968-1970 |
| Ministro de Guerra                     |        | Gabriel Rebeiz Pizarro     |                     | 1966-1968 |
| Ministro de Guerra                     |        | Gerardo Ayerbe Chaux       |                     | 1968-1970 |
| Ministro de Agricultura                |        | Armando Samper Gnecco      | Partido Liberal     | 1966-1967 |
| Ministro de Agricultura                |        | Enrique Blair Fabris       |                     | 1967-1968 |
| Ministro de Agricultura                |        | Enrique Peñalosa Camargo   | Partido Liberal     | 1968-1969 |
| Ministro de Agricultura                |        | Armando Samper Gnecco      | Partido Liberal     | 1969-1970 |
| Ministros de Industria y Trabajo       |        | Carlos Augusto Noriega     | Partido Conservador | 1966-1968 |
| Ministros de Industria y Trabajo       |        | John Agudelo Ríos          | Partido Conservador | 1968-1970 |
| Ministro de Minas y Petróleos          |        | Carlos Augusto Arrieta     |                     | 1966-1970 |
| Ministro de Educación                  |        | Gabriel Betancourt Mejía   | Partido Conservador | 1966-1978 |
| Ministro de Educación                  |        | Octavio Arizmendi Posada   | Partido Conservador | 1968-1970 |
| Ministro de Obras Públicas             |        | Bernardo Garcés Córdoba    |                     | 1934-1938 |
| Ministro de Comunicaciones             |        | Douglas Botero Boshell     | Partido Conservador | 1966-1969 |
| Ministro de Comunicaciones             |        | Manuel Carvajal Sinisterra |                     | 1969      |
| Ministro de Comunicaciones             |        | Antonio Díaz García        |                     | 1969-1970 |
| Ministro de Justicia                   |        | Hernán Salamanca           |                     | 1966-1967 |
| Ministro de Justicia                   |        | Dario Echandía             | Partido Liberal     | 1967-1968 |
| Ministro de Justicia                   |        | Fernando Hinestrosa Forero | Partido Liberal     | 1968-1970 |
| Ministro de Salud Pública              |        | Antonio Ordóñez Plaja      |                     | 1966-1970 |
| Ministro de Fomento                    |        | Antonio Álvarez Restrepo   | Partido Conservador | 1966-1968 |
| Ministro de Fomento                    |        | Hernando Gómez Otálora     |                     | 1968-1970 |

## Política interior
Su gobierno, denominado "De la transformación nacional", se caracterizó por la estabilización y crecimiento económico por la Reforma Constitucional de 1968, que, entre otros aspectos, determinó la descentralización de gran parte de la gestión estatal en entidades especializadas como los Institutos Descentralizados.
Su gestión le permitió modernizar al país e impulsar la economía por la sustitución de importaciones, el ensamblaje de automóviles y el apoyo a la exportación de las flores y el banano. Recogió tantos éxitos que según Bushnell se le llamaba al país como el Milagro económico colombiano, similar al wirtschaftswunder de la posguerra.
Durante su gestión se crearon los departamentos de Risaralda, Sucre y Cesar. Es el único presidente de la República que ha sido sancionado por una falta disciplinaria en el ejercicio de su cargo, cuando el entonces procurador general de la Nación, el conservador Mario Aramburo Restrepo, lo amonestó por participación en política.

## Economía y finanzas
A raíz de un fuerte impasse en 1967 con el Fondo Monetario Internacional, que insistía en una devaluación masiva de la moneda colombiana como fórmula previa a un préstamo de balanza de pagos, Lleras implementó por primera vez, como parte de la reforma incluida en el Decreto Ley 444 de marzo de 1967, el sistema de micro devaluaciones programadas de la moneda, que también se conoció como de "devaluación gota a gota". Este sistema eliminó la especulación y corrupción asociada con las devaluaciones masivas y la incertidumbre para el sector productivo. La estabilidad lograda en el frente externo, gracias a esa medida, permitió la consolidación del crecimiento económico durante ese gobierno y en otros que le sucedieron. Las medidas que implementó permitió que el peso colombiano no se devaluara de forma tan brusca como las monedas nacionales de otros países de la región, logrando la estabilidad económica de la región.
Lleras creó la figura del Estado de Emergencia Económica, por medio del cual se le facultaba al presidente (con la firma de todos sus ministros) de legislar en materia económica sin la necesidad de declarar un estado de sitio, ya que esa facultad sólo le correspondía al Congreso, pero por medio del estado de sitio el presidente podía crear decretos con fuerza de ley sin previo control del Congreso. La figura fue incluida en la Constitución Política de 1991, y fue usada por el presidente Duque durante el marco de la pandemia por COVID-19 en el 2020.

### Industria y Comercio

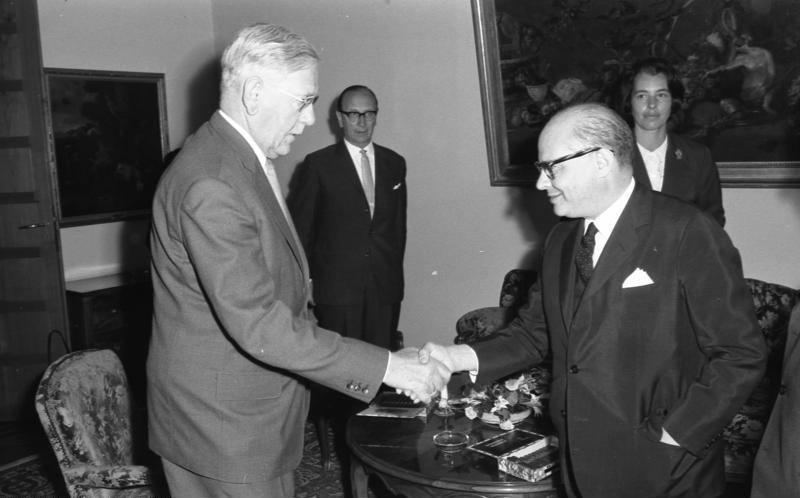
Lleras Restrepo y el político alemán Heinrich Krone. Lleras fue importante impulsor del modelo ISI.

En 1969 Colombia firmó un contrato con Renault para iniciar el ensamblaje de vehículos por medio de Sofasa en Envigado (Antioquia), y en los años 70 se inician a ensamblar motos en Colombia de la empresa japonesa Yamaha. También se pactó la creación de otra planta en Boyacá, a pesar del difícil acceso por cuestiones de infraestructura vial, cerca a Acerías Paz del Río. La producción inició en el gobierno de Pastrana, en 1970, y el renault se convirtió en un símbolo de la industria y las familias colombianas, siendo el Renault 4 el más conocido de estos vehículos y el más vendido y usado hasta el día de hoy. El éxito de Sofasa, años después, le permitió ser la mayor ensambladora de Renault en Latinoamérica.
También apoyó con exención de impuestos a las exportaciones, ya que si bien la industria generaba empleos, no era tan eficiente como las importaciones, por lo que para sustituir estas últimas, el gobierno estimuló la exportación de productos no convencionales como las flores, ya que el producto por excelencia de Colombia era el café. El sector floricultor sigue siendo importante a la fecha. Otro producto que se volvió importante fuente de ingresos para el país fue el banano, cuya producción estaba en declive. Lleras logró recuperar la industria de la fruta, que a pesar de no ser como lo era en los años 20 y 30, si se reactivó. El cambio más notorio fue el traslado de la producción del Caribe colombiano a su actual ubicación en el Urabá antiqueño.
Reforma agraria: Lleras retomó la política agraria dejada como legado del primer gobierno del Frente Nacional de su primo segundo Alberto Lleras. La reforma que impulsó, además de su interés social, buscaba frenar el desempleo urbano, un problema que derivado de La Violencia.
La reforma la impulsó con las instituciones agrarias como el  Instituto Colombiano de la Reforma Agraria (INCORA) y la Asociación Nacional de Usuarios Campesinos (ANUC), que le daba acceso a tierras y a créditos gubernamentales a los campesinos colombianos.

## Conflicto armado interno
Durante su gobierno se fortaleció el Ejército Nacional: el 1 de junio de 1967, activada la Novena Brigada del Ejército Nacional en el Huila. El Ejército Popular de Liberación (EPL)  fue fundado el 19 de febrero de 1967 como brazo armado del Partido Comunista de Colombia Marxista Leninista. En 1968 debido a las protestas en la Universidad Nacional, contra el gobierno de Lleras y durante las visitas de Robert McNamara,y John Rockefeller, el gobierno respondió enviando al Ejército Nacional y el cierre de la Universidad durante dos años. El 4 de abril de 1968, el jefe de la guerrilla liberal de los años 50, Dumar Aljure,fue abatido tras un combate con el Ejército Nacional: 18 muertos. Su caída señaló el final del Bandolerismo. Ciro Trujillo Castaño, fundador de las FARC abatido el 5 de octubre de 1968 en Aquitania, Boyacá. Desde 1969 se emitieron una serie de Manuales y Reglamentos Contraguerrillas por el Ejército Nacional, los cuales evidenciaron la creación de grupos paramilitares bajo la aprobación del Gobierno.

## Relaciones exteriores

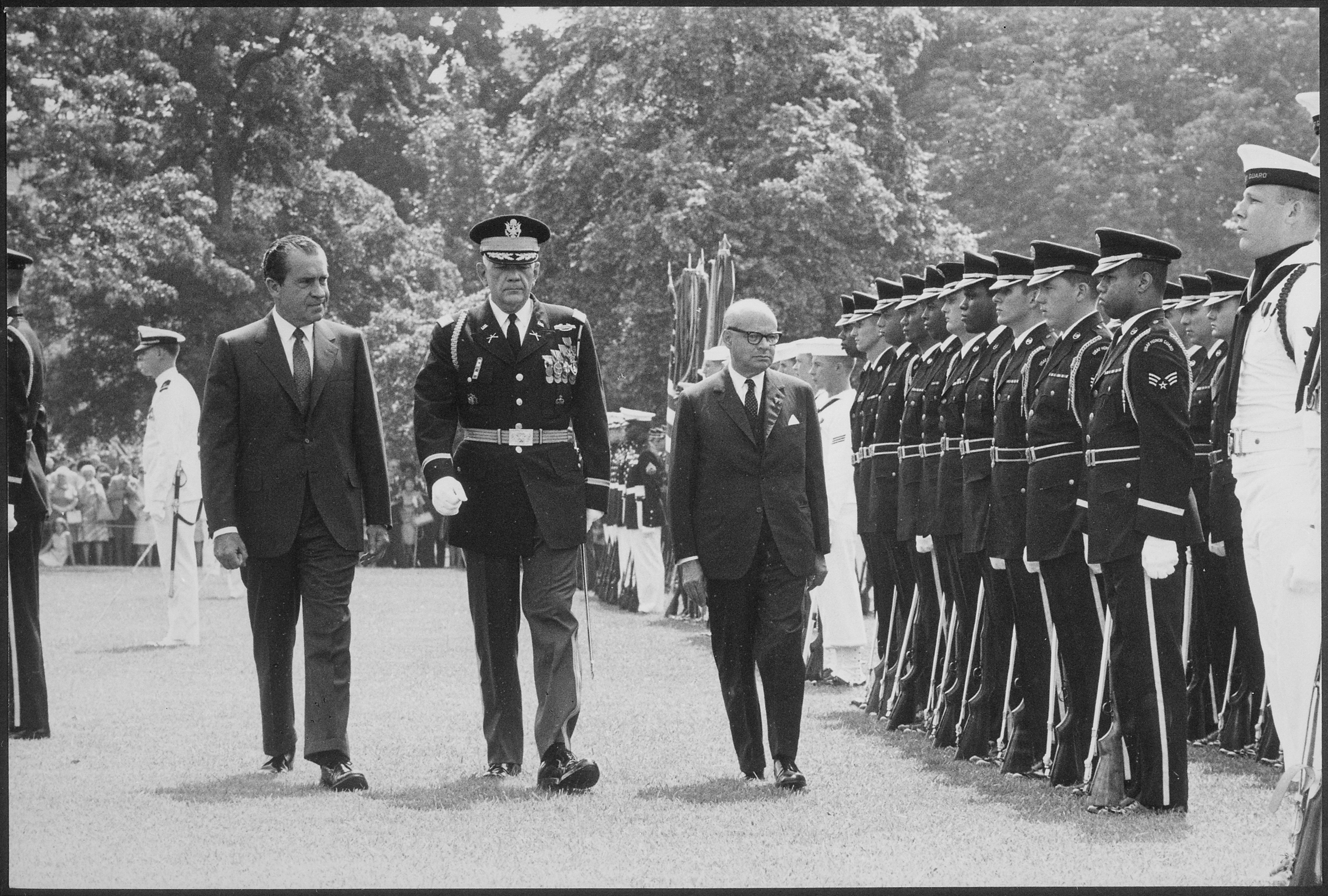
Lleras en su visita oficial a Washington con Richard Nixon, 1969

#### América
Como parte de su programa económico, Lleras suscribió con los presidentes Caldera (Venezuela), Frei (Chile), Siles Salinas (Bolivia), Velasco Albarado (Perú) y Velasco Ibarra (Ecuador) el Acuerdo de Cartagena de 1969, en el cual se creó la Comunidad Andina (CAN), y con la cual se buscaba la cooperación de estos países en materia de derechos de autor y regulaciones económicas.
En 1969 Lleras viajó en visita diplomática a Washington, donde entabló amistad con el electo presidente de Estados Unidos del momento Richard Nixon.

#### Visita de Pablo VI

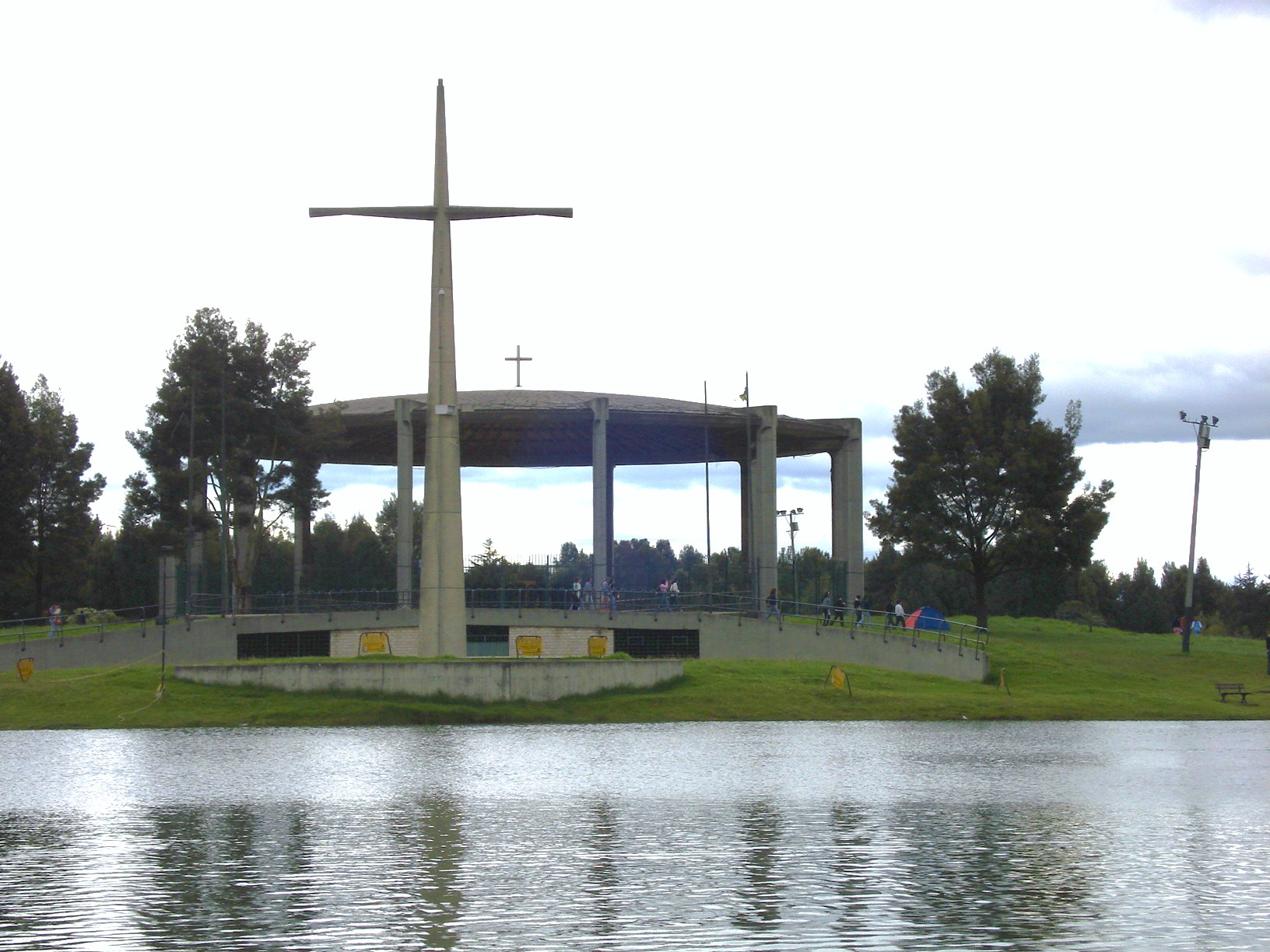
Templete Eucarística, construido para la visita de Pablo VI

El jueves 22 de agosto de 1968 aterrizó en Bogotá el sumo pontífice de la época Pablo VI, quien estuvo en Colombia por visita diplomática y epistolar, y además por motivo del XXXIX Congreso Eucarístico Internacional, que tuvo como sede a la capital del país. El viaje duró 3 días en los cuales el Papa recorrió la capital y se trató de la primera visita de un pontífice a Colombia y la más corta de las realizadas a este país.
La visita gozó de amplia cobertura nacional e internacional por radio y televisión.
El día 22 realizó una eucaristía en el Templete Eucarístico que luego se convirtió en parte del Parque Simón Bolívar. Durante la ceremonia ordenó a varios sacerdotes.
El viernes 23 visitó al presidente Lleras, y luego visitó a los campesinos del vecino municipio de Mosquera, donde se recuerda la exhortación que le hizo a los dirigentes políticos del país, abogando por los menos favorecidos del país. La prensa recordó la anécdota con ésta citaː

A la clase dirigente le decía que muchas de las expresiones de rebeldía pudieron ser prevenidas con reformas oportunas y eficaces. En ese tono, en muchas ocasiones, dijo cosas muy sabias

Finalmente el sábado 24 el Papa estuvo en el Barrio Santa Cecilia (hoy Venecia), bendijo la II Conferencia General del Episcopado Latinoamericano en la Catedral Primada y bendijo la sede de la CELAM (Consejo Episcopal Latinoamericano), realizó unos matrimonios y regresó al Vaticano en la noche del 24.
La visita generó varias obras de infraestructura como la construcción del Parque Simón Bolívar, y la circulación de monedas, estampillas y un álbum de cromos con la efige del pontífice.

## Sociedad
En 1967, la primera dama de Colombia, Cecilia Lleras, con el apoyo del ministro Darío Echandía y Yolanda Pulecio, impulsó la llamada 'Ley Cecilia', en la cual se estableció la paternidad responsable y se creó el Instituto Colombiano de Bienestar Familiar, o ICBF. La ley fue fallada en 1968. A raíz de esta iniciativa, Lleras condecoró a su esposa en 1969 con la Cruz de Boyacá, y fue declarada mujer del año.
En 1968, inauguró el edificio del Museo del Oro, ubicado en la Carrera 5 # 15-82, en el Parque Santander, centro de Bogotá, que inició en la administración de Lleras Camargo, en 1961. El edificio continúa siendo la sede del museo hasta el día de hoy.

## Controversias

### Elecciones de 1970
Para 1970 la coalición del frente nacional a la que pertenecía Lleras presentó al ministro de gobierno de Lleras, Misael Pastrana, como candidato a la presidencia. Se le enfrentaron el disidente conservador Belisario Betancur, y el ex dictador Gustavo Rojas Pinilla, con su propio partido Alianza Nacional Popular (ANAPO). A pesar del acuerdo bipartidista, Rojas llegó a la contienda electoral con amplio favoritismo, lo que le permitió estar a poco menos de 30.00 votos de llegar a la presidencia. Sin embargo, la victoria de Pastrana no estuvo exenta de acusaciones de fraude, ya que Lleras ordenó el toque de queda y suspendió la transmisión del conteo de votos, al percatarse de que los rojistas habían salido a las calles a festejar la ventaja de Rojas sobre Pastrana. Finalmente el fraude nunca se llegó a probar, y Pastrana sucedió a Lleras el 7 de agosto de 1970. Como consecuencia de las sospechas de fraude se creó el Movimiento 19 de abril (M-19) en 1973.